# Strangalia
Strangalia är ett släkte av skalbaggar som beskrevs av Audinet-serville 1835. Strangalia ingår i familjen långhorningar.

## Bildgalleri

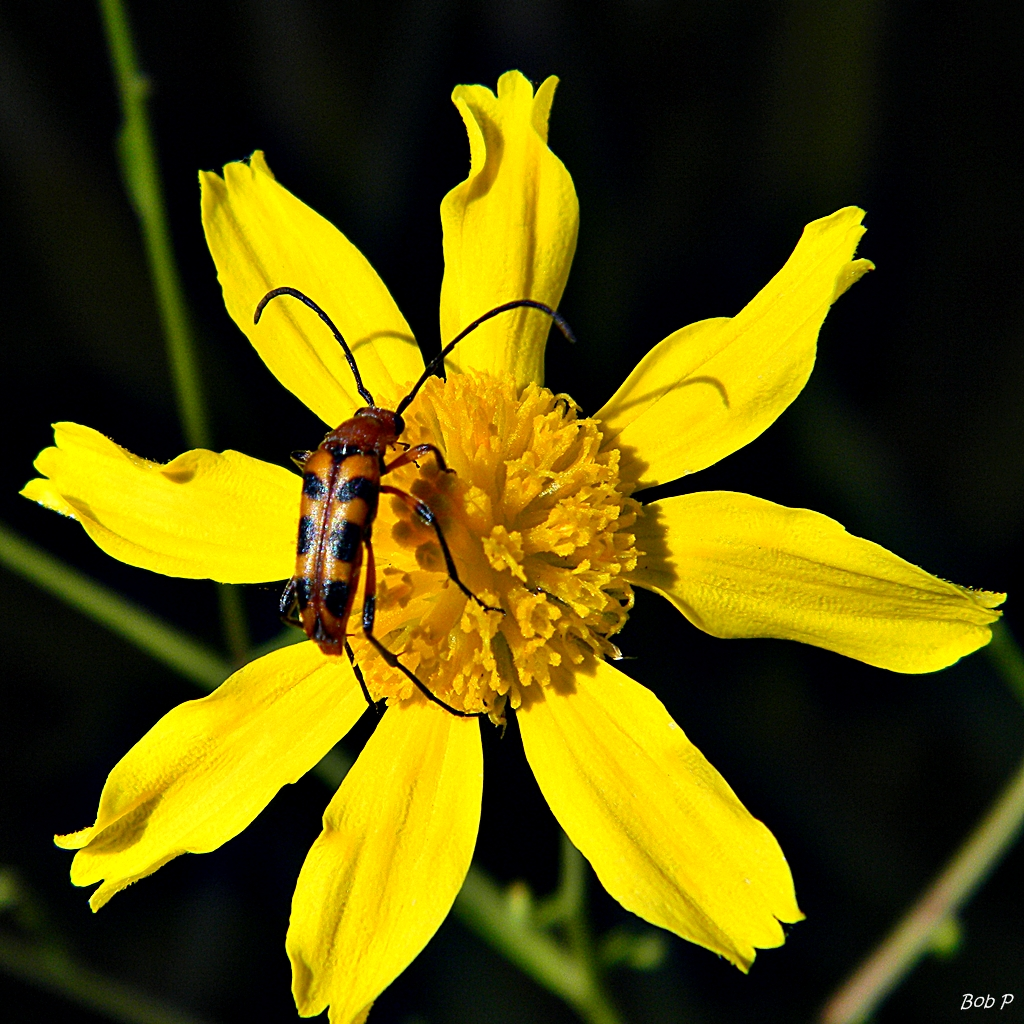

## Dottertaxa tillStrangalia, i alfabetisk ordning[1][2]
- Strangalia acuminata
- Strangalia albicollis
- Strangalia angustolineata
- Strangalia anneae
- Strangalia antennata
- Strangalia attenuata
- Strangalia auripilis
- Strangalia baluensis
- Strangalia basifemoralis
- Strangalia beierli
- Strangalia beltii
- Strangalia benitoespinali
- Strangalia berendtiana
- Strangalia biannulata
- Strangalia bicolor
- Strangalia bicolorella
- Strangalia bilineaticollis
- Strangalia bivittata
- Strangalia bonfilsi
- Strangalia brachialis
- Strangalia cambrei
- Strangalia cantharidis
- Strangalia cavaventra
- Strangalia cavei
- Strangalia conicollis
- Strangalia debroizei
- Strangalia dolicops
- Strangalia doyeni
- Strangalia eickworti
- Strangalia elegans
- Strangalia emaciata
- Strangalia famelica
- Strangalia flavocincta
- Strangalia fortunei
- Strangalia fujitai
- Strangalia fulvicornis
- Strangalia gerdiana
- Strangalia gracilis
- Strangalia guindoni
- Strangalia hamatipes
- Strangalia hondurae
- Strangalia hovorei
- Strangalia ianswifti
- Strangalia instabilis
- Strangalia insularis
- Strangalia koyaensis
- Strangalia lachrymans
- Strangalia lapidicina
- Strangalia linsleyi
- Strangalia luteicornis
- Strangalia lyrata
- Strangalia mediolineata
- Strangalia melampus
- Strangalia melanophthisis
- Strangalia melanostoma
- Strangalia melanura
- Strangalia montivaga
- Strangalia monzoni
- Strangalia nigrocaudata
- Strangalia occidentalis
- Strangalia ochroptera
- Strangalia opleri
- Strangalia palaspina
- Strangalia pallifrons
- Strangalia panama
- Strangalia panamensis
- Strangalia pectoralis
- Strangalia penrosei
- Strangalia picticornis
- Strangalia pseudocantharidis
- Strangalia rubiginosa
- Strangalia rubricollis
- Strangalia sallaei
- Strangalia saltator
- Strangalia semifulva
- Strangalia sexalbonotata
- Strangalia sexnotata
- Strangalia sexocellata
- Strangalia sinaloae
- Strangalia solitaria
- Strangalia splendida
- Strangalia strigosa
- Strangalia suavis
- Strangalia succincta
- Strangalia sumatrensis
- Strangalia svihlai
- Strangalia takeuchii
- Strangalia thoracica
- Strangalia turnbowi
- Strangalia veracruzana
- Strangalia westcotti
- Strangalia virilis
- Strangalia xanthomelaena
- Strangalia xanthotela
- Strangalia zacapensis
- Strangalia zikani